# Edda Corona
Edda Corona is een corona op de planeet Venus. Edda Corona werd in 2003 genoemd naar Edda, godin uit de Noordse mythologie (betekent eigenlijk overgrootmoeder in het Oudnoords).
De corona heeft een diameter van 50 kilometer en bevindt zich in het quadrangle Bereghinya Planitia (V-8).